# Cyperus niveoides
Cyperus niveoides är en halvgräsart som beskrevs av Charles Baron Clarke. Cyperus niveoides ingår i släktet papyrusar, och familjen halvgräs. Inga underarter finns listade i Catalogue of Life.